# 板塘沖駅
板塘沖駅（ばんとうちゅうえき）は、中華人民共和国湖南省長沙市雨花区にある5号線の駅である。

## 駅構造
- 1号線：島式ホーム1面

## 駅周辺
- 湘府路
- 湖南省林業庁